# Kunnatgi, Sindhnur
Kunnatgi là một làng thuộc tehsil Sindhnur, huyện Raichur, bang Karnataka, Ấn Độ.